# Ernst Thälmann (película)
Ernst Thälmann es una película de la República Democrática Alemana  sobre la vida de Ernst Thälmann, líder del Partido Comunista de Alemania durante gran parte de la República de Weimar, dirigida por Kurt Maetzig y protagonizada por Günther Simon en el papel principal. La película se encuentra dividida en dos partes; la primera parte, Ernst Thälmann - Sohn seiner Klasse (Hijo de su clase), se estrenó en 1954. Le siguió la secuela de 1955 Ernst Thälmann - Führer seiner Klasse (líder de su clase). Fue una de las películas más importantes del cine político producido en la RDA.

## Argumento

### Ernst Thälmann - Hijo de su clase
Después de que su compañero soldado Johannes Harms informa que ha estallado una revolución en casa, Thälmann, que dirige una célula revolucionaria en el Frente Occidental, y su amigo Fiete Jansen se rebelan contra sus oficiales, Zinker y Quadde, y desertan. Harms muere en un bombardeo. En Berlín, el capitalista estadounidense McFuller exige aplastar a los espartaquistas. Zinker, ahora miembro del Freikorps, asesina a Karl Liebknecht y Rosa Luxemburgo. Thälmann se entera y promete que su sacrificio no será en vano. Jansen se enamora de la hija de Harms, Änne.
Cuando Hamburgo se enfrenta a un ataque de las fuerzas de Zinker, como parte del Golpe de Kapp, los trabajadores organizan una huelga general; después de que los rebeldes disparan a los trabajadores, Thälmann ignora a los socialdemócratas burgueses que rechazan la violencia, embosca a los Freikorps y captura a sus oficiales. El senador de la policía socialdemócrata Höhn los libera después de que prometen no usar la violencia.
Thälmann pronuncia un discurso en el congreso de la USPD, llamando a unirse al KPD, cuando el vapor soviético Karl Liebknecht, cargado de trigo para los desempleados de la ciudad, llega al puerto. Höhn envía a Quadde, ahora capitán de la policía, para evitar la distribución de la carga, pero después de un enfrentamiento, la policía se retira. Thälmann visita a Vladimir Lenin y Iósif Stalin en Moscú con otros comunistas alemanes.
Thälmann y sus amigos organizan un levantamiento comunista en Hamburgo y logran resistir contra la Reichswehr y la policía. Fiete mata a Zinker. Luego, un delegado del Comité Central anuncia que la lucha armada ya no es la política del partido, y las armas que les prometió la dirección no llegan. Los comunistas se ven obligados a huir. Jansen es condenado a muerte, pero finalmente se le salva la vida. Thälmann aparece en el puerto de Hamburgo y promete no abandonar la lucha.

### Ernst Thälmann - Líder de su clase
En 1930, Fiete Jansen sale de la cárcel y se reencuentra con su esposa, Änne. Thälmann, ahora miembro del Reichstag y jefe del KPD, ayuda a los mineros del carbón en el Ruhr a organizar una huelga masiva después de que se reducen sus salarios. Cuando se celebran las elecciones presidenciales, el veterano miembro del SPD, Robert Dirhagen, se muestra reacio a apoyar a Paul von Hindenburg, aunque esta es la línea del partido. Thälmann pide la unidad de clase contra los nazis, pero los líderes del SPD no quieren colaborar con él.
En las elecciones al parlamento, el KPD gana muchos escaños y los nazis pierden dos millones de votos. Sin embargo, los industriales del Ruhr y el Sr. McFuller apoyan a Adolf Hitler. Dirhagen se enfurece al escuchar que el SPD no se opondrá a la decisión de Franz von Papen de permitir que Hitler ingrese al gobierno y rompe su tarjeta de partido. Los nazis toman el poder.
Los nazis queman el Reichstag y acusan a los comunistas, arrestando a muchos, incluidos Thälmann y Dirhagen. Wilhelm Pieck y Jansen planean rescatar a su líder con la ayuda de un carcelero de la Ordnungspolizei, pero los guardias de las SS, comandados por Quadde, ahora un SS Sturmbannführer, frustran el complot. Fiete escapa al extranjero, se une al Batallón Thälmann en España, y más tarde, después de que comienza la Segunda Guerra Mundial, a la 143 División de Tanques de la Guardia del Ejército Rojo 'Ernst Thälmann'. Änne es arrestada por la Gestapo. Hamburgo es bombardeada y ella muere en su celda.
En agosto de 1944, un cuerpo alemán es rodeado por el Ejército Rojo. Hitler ordena a sus comandantes que luchen hasta el final. Los soviéticos envían a Jansen con un grupo de comunistas alemanes para convencer a los soldados de que desafíen a las SS y se rindan. Finalmente, los soldados de la División Ernst Thälmann rompen las líneas alemanas, liberan el campo de concentración local, en el que estaba detenido Dirwagen, y aceptan la rendición alemana después de que las SS fueron dominadas por los hombres de Jansen. El comunista Jansen y el socialdemócrata Dirhagen se dan la mano. En Berlín, Thälmann deja su celda para ser ejecutado, mientras contempla las palabras de Pavel Korchagin en la novela de Nikolái Ostrovski, Cómo se templó el acero: "... Toda mi vida, todas mis fuerzas fueron entregadas a la mejor causa en todo el mundo: la lucha por el liberación de la humanidad".

## Reparto
- Günther Simon como Ernst Thälmann

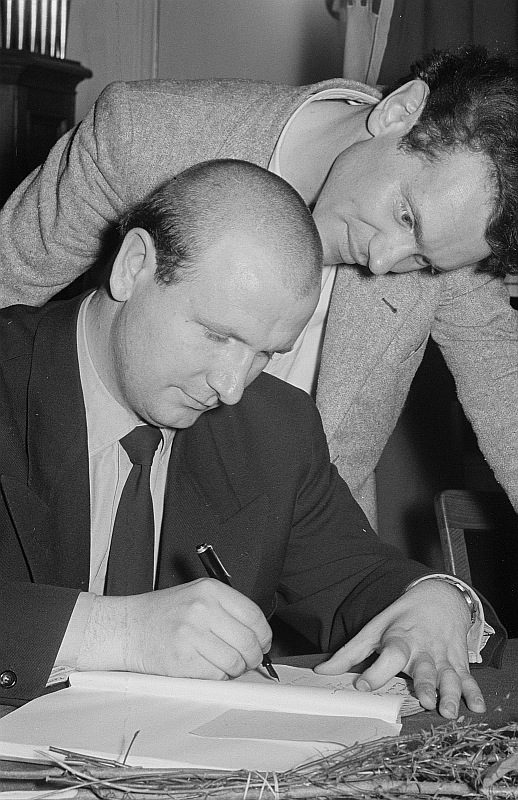
Hans-Peter Minetti (Fiete) y Günther Simon (Thälmann).

- Hans-Peter Minetti como Fiete Jansen
- Erich Franz como Arthur Vierbreiter
- Erika Dunkelmann como Martha Vierbreiter
- Wolf Kaiser como Zinker
- Werner Peters como Gottlieb Quadde
- Nikolai Kryuchkov como coronel soviético
- Michel Piccoli como Maurice Rouger
- Siegfried Weiss como industrial
- Fritz Diez como Adolf Hitler
- Fred Delmare como soldado
- Hannjo Hasse como oficial del ejército
- Horst Kube como comandante del campo de concentración
- Angela Brunner como Irma Thälmann
- Arthur Pieck como Wilhelm Pieck (parte 1)
- Hans Wehrl como Wilhelm Pieck (parte 2)
- Karl Brenk como Walter Ulbricht
- Gerd Wehr como Wilhelm Florin
- Karl Weber como Friedrich Ebert
- Martin Flörchinger como Karl Liebknecht (parte 1)/delegado del Sarre (parte 2)
- Judith Harms como Rosa Luxemburgo
- Kurt Wetzel como oficial del ejército (parte 1)/Hermann Göring (parte 2)
- Hans Stuhrmann como Joseph Goebbels
- Eberhard Kratz como Fritz Tarnow
- Erich Brauer como Carl Severing
- Peter Schorn como Vladimir Lenin
- Gerd Jäger como Iósif Stalin (escenas eliminadas)
- Steffie Spira como Clara Zetkin
- Joe Münch-Harris como Gustav Noske
- Hans Flössel como Philipp Scheidemann
- Karl-Eugen Lenkerring como Gustav Stresemann
- Fred Kötteritzsch como Franz von Papen
- Will van Deeg como Heinrich Himmler
- Georges Stanescu como Georgi Dimitrov
- Theo Shall como juez (parte 1)/Marcel Cachin (parte 2)
- Hubert Temming como Jacques Duclos
- Karl Heinz Weiss como Maurice Thorez
- Carla Hoffmann como Rosa Thälmann

## Producción

### Antecedentes
Ernst Thälmann, jefe del Partido Comunista de Alemania que fue ejecutado por el régimen nazi en 1944 después de pasar 11 años en prisión, fue venerado como un héroe nacional y un mártir en la naciente Alemania Oriental. El carácter de Thälmann combinó convicciones comunistas con una lucha intransigente contra el fascismo; En un sentido más amplio, sirvió como parte de lo que el autor Russell Lemmons denominó el "mito fundacional" de Alemania Oriental: la creencia de que los comunistas eran los antifascistas más auténticos y, por tanto, sus sucesores en el Partido Socialista Unificado de Alemania eran los líderes legítimos de un nuevo estado alemán. Thälmann se convirtió en el centro de lo que muchos historiadores vieron como un culto a la personalidad. Esta veneración requirió que todos los aspectos controvertidos de su carrera política fueran reprimidos de la conciencia de masas. El periodista Erich Wollenberg escribió que en las películas de Ernst Thälmann , "el culto a Thälmann alcanzó su apoteosis".

### Comienzo
La película fue concebida en 1948, después de que las autoridades provisionales de la Zona de ocupación soviética y la dirección del SED la encargaran; según el director Kurt Maetzig, "fue transmitido desde arriba". Willi Bredel y Michael Tschesno-Hell, ambos funcionarios políticos, fueron exentos de todas sus demás obligaciones para concentrarse en escribir el guion. Se convocó un 'Comité Thälmann' para dirigir la producción de la película; entre sus miembros figuraban representantes del Ministerio de Cultura, el Ministerio de Prensa y Agitación, el estudio DEFA y la viuda de Thälmann, Rosa, aunque fue destituida en 1949. El comité celebró su primera reunión el 8 de octubre de 1948. En la tercera reunión, el 27, los miembros decidieron que retratar la vida entera de Thälmann haría que la película fuera demasiado engorrosa, y acordaron que debería concentrarse solo en los acontecimientos históricos importantes. La resolución también declaró que la trama debería centrarse en las reuniones entre Thälmann y pequeños grupos de personas, que serían vistos abrazando el socialismo después de ser convencidos por "el resplandor de su personalidad". En la cuarta reunión, se sugirió comenzar la trama solo en 1931 y enfatizar la participación de Thälmann en la huelga de transporte público de 1932; sin embargo, el miembro del comité Otto Winzer señaló que para atraer a los jóvenes, la película también debía tratar de los primeros años del protagonista.

### Desarrollo
Bredel y Tschesno-Hell completaron el primer borrador del guion a principios de 1951. La trama comenzó cuando Ernst, de cuatro años, se metía panfletos socialistas en los pantalones para esconderlos de los policías que allanaron la taberna de su padre, donde había una reunión ilegal del SPD. También contó con su infancia y juventud con sus padres, su enamoramiento de la joven Rosa Koch y sus años como un simple trabajador que se unió al comunismo.
El estudio DEFA concluyó que el guion de Bredel y Tschesno-Hell requeriría dividir la película en tres partes. El comité consideró que esto era demasiado largo. Después de un año de deliberaciones, se rechazó la mayor parte del guion original. En enero de 1951, se decidió tener una película en dos partes, la primera sobre el tiempo desde el final de la Primera Guerra Mundial hasta 1930, y la segunda despegando en 1932 y continuando hasta la fundación de la República Democrática Alemana. Las dos partes se llamaron Ernst Thälmann - Sohn des Volkes y Ernst Thälmann - Führer des Volkes (hijo y líder del pueblo, respectivamente). Los títulos se cambiaron más tarde a Sohn y Führer seiner Klasse.
El establishment político había supervisado de cerca el trabajo. Según el historiador René Börrner, "ninguna otra película, en los años anteriores o posteriores, recibió tanta atención por parte del  SED". El 21 de agosto de 1951, Walter Ulbricht envió al comité una carta en la que solicitaba que se retratara una reunión entre Thälmann y Stalin.
También había otras preocupaciones políticas. Bajo la influencia de los acontecimientos en la Unión Soviética, el Ministerio de Cultura acusó a los cineastas de la DEFA de adoptar un enfoque formalista (doctrina Zhdánov) y les exigió que lo rechazaran y adoptaran una línea realista socialista. Durante 1952, el guion de Bredel y Tschesno-Hell fue nuevamente sujeto a revisiones y tuvo que ser reescrito. En julio, el secretario de Estado de Prensa y Agitación, Hermann Axen, dijo al "comité Thälmann" que el principal problema a resolver era "la representación primitiva de Thälmann por parte de los autores", que no presentaba su "gran instinto revolucionario". Más tarde, el miembro del comité Hermann Lauter exigió la inclusión de eventos históricos que no tenían conexión directa con la vida de Thälmann, tales como la Revolución de octubre.

### Aprobación
A finales de 1952, los escritores aceptaron la mayoría de las demandas. Su borrador final fue aprobado por el comité de dirección y el Ministerio de Cultura recién el 13 de marzo de 1953. El trabajo en el guion de Führer seiner Klasse comenzó en el verano de 1953. Russel Lemmons afirmó que esta vez, los escritores "sabían lo que se esperaba de ellos". El guion se completó el 8 de septiembre y luego se aceptó únicamente con cambios menores.
El 17 de noviembre se llevó a cabo una demostración de los materiales de la primera película para el Comité Estatal de Cine. También estuvieron presentes el jefe de la comisión soviética en Alemania Oriental, Vladimir Semyonov, y el director Sergei Gerasimov. Semionov personalmente hizo un ajuste al guion; solicitó que se eliminara una escena en la que Thälmann parecía preocuparse por la duda, ya que no estaba de acuerdo con los principios de la lucha proletaria. En general, sin embargo, aprobó la presentación; [19] el guion también introdujo elementos que encajaban con la atmósfera de la Guerra Fría, en la forma del villano principal de las películas, el capitalista estadounidense Mr. McFuller.
La versión final se inspiró en la película de 1946 The Vow de Mikheil Chiaureli y su otra película La caída de Berlín de 1950, con un esquema de color dominado por el rojo. A principios de 1954, dos años después de la fecha límite original, Sohn seiner Klasse estaba listo para la proyección. Después del estreno de la primera parte, la fotografía principal de la segunda se llevó a cabo en el verano de 1954. Durante el rodaje se utilizaron diariamente hasta 150 militares de la Policía Popular Acuartelada en los papeles de extras.

## Recepción

### Respuesta contemporánea

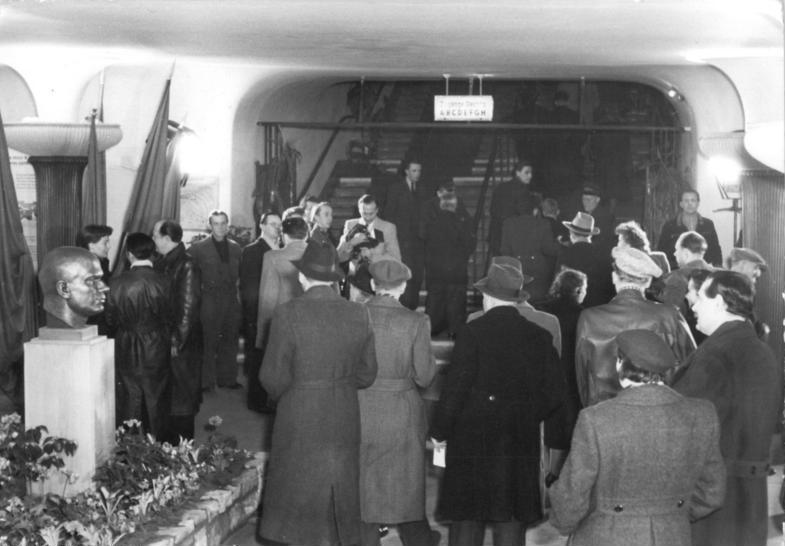
Estreno de Hijo de su Clase en el Friedrichstadt-Palast.

Ernst Thälmann - Hijo de su clase fue estrenado en el Friedrichstadt-Palast, el 9 de marzo de 1954; asistieron más de 3.000 personas, incluidos Wilhelm Pieck y Walter Ulbricht. En un discurso que pronunció después de la proyección, Pieck llamó a la película un "mensaje para todos los alemanes amantes de la paz, especialmente para nuestra juventud". La imagen se distribuyó en ochenta copias. Fue la primera película que se estrenó simultáneamente en Alemania Oriental y Occidental, después de que la Conferencia de Berlín de 1954 provocara un acercamiento temporal entre los dos estados.
La primera parte fue excesivamente promocionada por la prensa; no pocas veces se repartían entradas sin cargo y se realizaban proyecciones obligatorias en granjas colectivas y para escolares. Dentro de las 13 semanas posteriores a su lanzamiento, Hijo de su clase fue visto por 3.6 millones de personas. El director Kurt Maetzig, Willi Bredel, Michael Tschesno-Hell, el director de fotografía Karl Plintzner y el actor Günther Simon fueron galardonados con el Premio Nacional de la RDA, 1ª clase, el 7 de octubre de 1954. La película también ganó un Premio especial de la Paz en el Festival Internacional de Cine de Karlovy Vary, en el mismo año.
Ernst Thälmann - Líder de su clase, que se estrenó en la Volksbühne de Berlín el 7 de octubre de 1955, también fue fuertemente respaldada por el gobierno. En 13 semanas, fue visto por 5,7 millones de personas. Su aparición en la película le valió a Günther Simon el premio al mejor actor en el Festival de Karlovy Vary de 1956.

### Desestalinización
El discurso secreto de Nikita Jrushchov en febrero de 1956 marcó el comienzo de un nuevo curso en la política del Bloque del Este, incluso en el campo del arte. El personaje de Stalin, que había sido celebrado durante su vida, en ese momento se estaba eliminando en muchas películas; algunas películas realizadas antes de 1953 fueron prohibidas por completo.
El 5 de junio de 1956, un mes antes del 9º Festival de Karlovy Vary, Alexander Abusch escribió al Politburó del SED una carta notificándoles sobre la eliminación del montaje con Stalin de la película, para que así fuese apto para su proyección en Checoslovaquia. Abusch también pidió permiso para editar una escena en la que Fiete Jansen citó las palabras de Stalin: "Los Hitlers van y vienen, pero Alemania y el pueblo alemán permanecen". Después del XXII Congreso del Partido Comunista de la Unión Soviética en 1961, que defendía una estricta línea antiestalinista, un grupo de funcionarios del Ministerio de Cultura de Alemania Oriental celebró una conferencia del 25 al 27 de noviembre de 1961. Decidieron eliminar de la película todo el metraje relacionado con la figura de Stalin. Todas las copias, incluso las del exterior, estaban sujetas a la resolución. En la versión posterior a 1961, Stalin no aparece, pero su nombre permanece en los créditos iniciales, junto con el actor que lo interpreta, y se menciona en varias ocasiones.

### Reacción crítica
En Alemania Oriental, las películas fueron recibidas con aclamación favorable. El 28 de marzo de 1954, el ministro de Cultura Johannes R. Becher llamó a Hijo de su Clase una "epopeya heroica nacional" y una "descripción magistral de la historia" en un artículo publicado en el periódico Tägliche Rundschau. El columnista del Berliner Zeitung, Joachim Bagemühl, escribió que "Maetzig creó escenas de multitudes masivas, como hasta ahora rara vez se veían en películas". El periodista Herbert Thiel calificó la segunda parte de "una película sobresaliente" en un artículo de Schweriner Volkszeitung del 1 de octubre de 1955. El crítico de la revista Das VolkEl Kurt Steiniger afirmó que su "corazón latía en coordinación con las miles de personas alrededor de Thälmann" cuando vio la imagen. El 18 de octubre, un reportero de la Mitteldeutsche Neuste Nachrichten escribió "ni una sola persona no se preguntará ... ¿cómo es que esta película me conmovió tan profundamente?". El autor Henryk Keisch comentó: "en medio de esas escenas monumentales sin precedentes ... Hay un hombre distinto, con emociones y pensamientos distintos ... es una gran obra de arte". En 1966, el Cinema Lexicon de la RDA llamó a la película "documento emocionante e informativo sobre la fuerza indestructible de las mejores partes del pueblo alemán, que recrea con éxito ... la lucha heroica de los trabajadores alemanes liderados por Thälmann".
El escritor francés Georges Sadoul elogió la serie por "presentar a Thälmann de una manera completamente humana" en un artículo publicado en Les Lettres françaises el 21 de julio de 1955. En Alemania Occidental, una revisión de Der Spiegel del 31 de marzo de 1954 describió la primera parte como propaganda comunista, llamándola "una máquina de odio" que es "soportable de ver sólo debido al sentido travieso de Kurt Maetzig para los detalles". El crítico de cine de la revista consideró la segunda parte como "menos original y aún menos bien hecha". Detlef Kannapin escribió que las películas estaban "propagando un mito", con la intención de "abrazar elementos de propaganda... en un estilo realista socialista" y su principal objetivo era representar a Thälmann como "el gran líder impecable".  Seán Allan y John Sandford lo describieron como una combinación de "hechos con la distorsión de la historia oficialmente respaldada". Sabine Hake escribió que la película se hizo después de que Maetzig se dedicara a dirigir películas con "intenciones propagandísticas directas". Russell Lemmons llegó a la conclusión de que finalmente, en lugar de la historia de un hombre sencillo que alcanza la grandeza, era la historia del movimiento obrero alemán en el siglo XX.
En una entrevista de 1996, Kurt Maetzig dijo: "Creo que la primera parte es soportable e incluso tiene cualidades artísticas, mientras que la segunda se deterioró ... Debido a la sobreidealización. En muchos aspectos, es simplemente vergonzoso".

### Exactitud histórica
Poco después de que se aprobara el guion de Hijo de su Clase, el director general de la DEFA, Joseph Schwab, dijo a los miembros del "comité Thälmann" que estaba preocupado por la veracidad de la trama. Señaló tres inexactitudes: en 1918, no habían Consejos de Trabajadores y Soldados en el Frente Occidental, solo dentro de Alemania; el general estadounidense que acompañaba al Sr. McFuller no pudo haber estado presente en Berlín durante el aplastamiento del Levantamiento Espartaquista, ya que aún no se había logrado la paz con Estados Unidos; y finalmente, Wilhelm Pieck no estaba con Rosa Luxemburgo y Karl Liebknecht el 9 de noviembre de 1918. Sólo la parte de Pieck se omitió del guion. Bredel le dijo a Schwab que el resto quedaría en manos del Politburó. Las escenas a las que el director general se opuso aparecieron en la película.
En una reunión celebrada en la Academia de Ciencias de Berlín Oriental el 17 de noviembre de 1955, el crítico de cine de Alemania Occidental Klaus Norbert Schäffer dijo al escritor Michael Tschesno-Hell que la segunda parte se centraba únicamente en la resistencia comunista a los nazis, ignorando a los socialdemócratas y otros que se oponían el régimen. También mencionó que mientras Thälmann estuvo encarcelado en tres cárceles diferentes, la película da la impresión de que estuvo recluido solo en una. Otro punto que hizo Schäffer fue que el envío de armas prometido a los rebeldes comunistas en Hamburgo fue interceptado por el ejército y no fue retenido por los enemigos de Thälmann dentro del partido, como se ve en Hijo de su Clase. Tschesno-Hell respondió a Schäffer diciendo: "hay grandes verdades y verdades menores. En el arte, es completamente legítimo permitir que las grandes tengan precedencia". René Börrner señaló que la película se saltó los años entre 1924 y 1930, ignorando así el ascenso de Thälmann al puesto de jefe del partido y las muchas controversias y fisuras ideológicas que caracterizaron al KPD en esos días.
El periodista Erich Wollenberg, exmiembro del KPD, escribió una reseña de Hijo de su Clase en 1954, en la que afirmaba que la película era un "cóctel de heroicas mentiras y distorsiones, con algunas gotas de verdad mezcladas". Señaló que, contrariamente a la película, Thälmann no estaba en el frente occidental cuando estalló la revolución alemana el 5 de noviembre de 1918, sino en Hamburgo: este detalle fue citado en la biografía oficial de Thälmann, escrita por el propio Bredel. Wollenberg había encontrado otra discrepancia entre la biografía y la película: el verdadero Thälmann no jugó un papel importante en la lucha contra el golpe de Kapp.
El historiador Detlef Kannapin señaló que, si bien la película retrata a Thälmann en un intento de convencer a los socialdemócratas reacios de unir fuerzas contra los nazis, en realidad nunca siguió esta política. Todavía en octubre de 1932, Thälmann se refería al SPD como los principales rivales de los comunistas, y a menudo los llamaba "socialfascistas". La resolución del Komintern de formar un vínculo antinazi con los socialdemócratas no se tomó hasta 1935, cuando Ernst Thälmann ya estaba encarcelado. Según Kannapin, la figura de Robert Dirhagen, el miembro menor del SPD, simboliza el ala socialdemócrata del SED, que  se unió al KPD bajo la presión soviética. Seán Allan y John Sandford escribieron que en la película, la culpa del ascenso de Hitler recayó únicamente en los socialdemócratas", justificando así la línea estalinista del KPD y su rivalidad con el SPD antes de 1933.

### Impacto cultural
Las proyecciones obligatorias de ambas partes de la película siguieron realizándose en fábricas y granjas colectivas años después de su lanzamiento. Las películas se convirtieron en parte del plan de estudios del sistema educativo de Alemania Oriental y todos los alumnos las vieron en la escuela. Las imágenes de las películas se utilizaron para hacer ocho cortometrajes, con una duración de entre 8 y 27 minutos, que se mostraron a niños pequeños. Tenía un estatus particularmente significativo en la Organización de Pioneros Ernst Thälmann; en 1979, el manual del movimiento todavía enumeraba la película como una fuente importante de información sobre la vida de Thälmann.